# Deutsche Cadre-47/1-Meisterschaft 1987/88

Veranstaltungsort: Gelsenkirchen

Die Deutsche Cadre-47/1-Meisterschaft 1987/88 ist eine Billard-Turnierserie und fand vom 9. bis 11. Oktober 1987 in Gelsenkirchen zum 21. Mal statt.

## Geschichte
Mit einer sensationellen Leistung gewann der Bochumer Fabian Blondeel seinen ersten deutschen Meistertitel im Cadre 47/1. Er verbesserte alle deutschen Rekorde in dieser schweren Cadre-Disziplin. Sein neuer Rekord im Generaldurchschnitt (GD) steht jetzt bei 59,57. Nur Hans Vultink spielte bis dato bei seinem niederländischen Rekord von 60,54 weltweit besser. Auch die neuen Rekorde im besten Einzeldurchschnitt (BED) von 250,00 und in der prolongierten Höchstserie von 374 sind jetzt in der Hand des gebürtigen Lüdenscheiders. Nach einer Niederlage in der Gruppenphase gegen Thomas Wildförster kam er nur als Gruppenzweiter in die Endrunde. Hier zeigte er dann aber sein außergewöhnliches Können und gewann im Halbfinale mit 250:5 in zwei Aufnahmen gegen seinen Lehrmeister und Bundestrainer Klaus Hose, der nach seinem Rücktritt vor drei Jahren wieder am Start war. Im Finale gegen Wildförster machte er es dann noch besser und beendete das Match gleich in der ersten Aufnahme. Der Velberter schaffte im Nachstoß noch 33 Punkte. Ex-Meister Günter Siebert holte mit seinem Sieg gegen Hose den dritten Platz und gewann seine siebte Medaille in dieser Disziplin.

## Modus
Gespielt wurde in der Gruppenphase bis 150 Punkte oder 10 Aufnahmen. In der K.-o.-Phase wurde bis 250 Punkte gespielt.
Die Endplatzierung ergab sich aus folgenden Kriterien:
1. Matchpunkte
2. Generaldurchschnitt (GD)
3. Bester Einzeldurchschnitt (BED)
4. Höchstserie (HS)

## Teilnehmer (Alphabetisch)
1. Torsten Anders (BSV Velbert)
2. Fabian Blondeel (DBC Bochum 1926)
3. Orhan Erogul (BC Frankfurt 1912)
4. Dieter Großjung (BF Horster-Eck Essen 1959)
5. Fritz Günther (BC Viktoria 09 Neunkirchen)
6. Klaus Hose (SV Duisburg-Hamborn 1968)
7. Klaus Müller (BC 1921 Elversberg)
8. Günter Siebert (1. BSC Marl 1958/74)
9. Peter Steinberger (BC Kempten)
10. Willi Steinberger (BC Kempten)
11. Thomas Wildförster (BSV Velbert)
12. Dieter Wirtz (BSV Duisburg-Hochfeld 74)

## Turnierverlauf

### Gruppenphase
| MP    | Match Points (Sieger = 2; Unentschieden = 1; Verlierer = 0) |
| Pkte. | Erzielte Karambolagen                                       |
| Aufn. | Benötigte Versuche                                          |
| GD    | Generaldurchschnitt                                         |
| BED   | Bester Einzeldurchschnitt eines Spielers                    |
| HS    | Höchstserie                                                 |
|       | Bester GD des Turniers                                      |
|       | Bester ED des Turniers                                      |
|       | Beste HS des Turniers                                       |
|       | 1. Platz (Gold)                                             |
|       | 2. Platz (Silber)                                           |
|       | 3. Platz (Bronze)                                           |

| Platz                      | Name           | MP  | Pkte. | Aufn. | GD    | BED   | HS |
| -------------------------- | -------------- | --- | ----- | ----- | ----- | ----- | -- |
| 1                          | Klaus Hose     | 6:0 | 450   | 13    | 34,61 | 75,00 | 95 |
| 2                          | Orhan Erogul   | 3:3 | 292   | 17    | 17,17 | 30,00 | 97 |
| 3                          | Torsten Anders | 2:4 | 261   | 24    | 10,87 | 15,00 | 56 |
| 4                          | Fritz Günther  | 1:5 | 294   | 22    | 13,36 | 30,00 | 73 |
| Gruppendurchschnitt: 17,06 |                |     |       |       |       |       |    |

| Platz                      | Name               | MP  | Pkte. | Aufn. | GD    | BED   | HS  |
| -------------------------- | ------------------ | --- | ----- | ----- | ----- | ----- | --- |
| 1                          | Thomas Wildförster | 6:0 | 450   | 16    | 28,12 | 37,50 | 140 |
| 2                          | Fabian Blondeel    | 4:2 | 334   | 11    | 30,36 | 75,00 | 144 |
| 3                          | Dieter Wirtz       | 2:4 | 266   | 15    | 17,73 | 21,42 | 103 |
| 4                          | Willi Steinberger  | 0:6 | 271   | 14    | 19,35 | –     | 60  |
| Gruppendurchschnitt: 23,58 |                    |     |       |       |       |       |     |

| Platz                      | Name              | MP  | Pkte. | Aufn. | GD    | BED   | HS  |
| -------------------------- | ----------------- | --- | ----- | ----- | ----- | ----- | --- |
| 1                          | Günter Siebert    | 4:2 | 432   | 24    | 18,00 | 30,00 | 107 |
| 2                          | Dieter Großjung   | 4:2 | 325   | 25    | 13,00 | 30,00 | 76  |
| 3                          | Peter Steinberger | 2:4 | 275   | 16    | 17,18 | 25,00 | 69  |
| 4                          | Klaus Müller      | 2:4 | 333   | 25    | 13,32 | 15,00 | 65  |
| Gruppendurchschnitt: 16,25 |                   |     |       |       |       |       |     |

### Finalrunde
| Halbfinale         |     |     |   |        |        |     |
| Klaus Hose         | 0:2 | 5   | 2 | 2,50   | –      | 4   |
| Fabian Blondeel    | 2:0 | 250 | 2 | 125,00 | 125,00 | 124 |
| Thomas Wildförster | 2:0 | 300 | 9 | 27,77  | 27,77  | 135 |
| Günter Siebert     | 0:2 | 152 | 9 | 16,88  | –      | 37  |
| Spiel um Platz 3   |     |     |   |        |        |     |
| Klaus Hose         | 0:2 | 184 | 7 | 26,28  | –      | 74  |
| Günter Siebert     | 2:0 | 250 | 7 | 35,71  | 35,71  | 101 |
| Finale             |     |     |   |        |        |     |
| Fabian Blondeel    | 2:0 | 250 | 1 | 250,00 | 250,00 | 250 |
| Thomas Wildförster | 0:2 | 33  | 1 | 33,00  | –      | 33  |

### Abschlusstabelle
| Klassement                 | Klassement         | Klassement | Klassement | Klassement | Klassement | Klassement | Klassement | Klassement |
| Platz                      | Name               | MP         | Pkte.      | Aufn.      | GD         | BED        | HS         |            |
| -------------------------- | ------------------ | ---------- | ---------- | ---------- | ---------- | ---------- | ---------- | ---------- |
| 1                          | Fabian Blondeel    | 8:2        | 834        | 14         | 59,57      | 250,00     | 374        |            |
| 2                          | Thomas Wildförster | 8:2        | 733        | 26         | 28,19      | 37,50      | 140        |            |
| 3                          | Günter Siebert     | 6:4        | 834        | 40         | 20,85      | 35,71      | 107        |            |
| 4                          | Klaus Hose         | 6:4        | 639        | 22         | 29,04      | 75,00      | 95         |            |
| 5                          | Dieter Großjung    | 4:2        | 325        | 25         | 13,00      | 30,00      | 76         |            |
| 6                          | Orhan Erogul       | 3:3        | 292        | 17         | 17,17      | 30,00      | 97         |            |
| 7                          | Dieter Wirtz       | 2:4        | 266        | 15         | 17,73      | 21,42      | 103        |            |
| 8                          | Peter Steinberger  | 2:4        | 275        | 16         | 17,18      | 25,00      | 69         |            |
| 9                          | Torsten Anders     | 2:4        | 261        | 24         | 10,87      | 15,00      | 56         |            |
| 10                         | Klaus Müller       | 2:4        | 333        | 25         | 13,32      | 15,00      | 65         |            |
| 11                         | Fritz Günther      | 1:5        | 294        | 22         | 13,36      | 30,00      | 73         |            |
| 12                         | Willi Steinberger  | 0:6        | 271        | 14         | 19,35      | –          | 60         |            |
| Turnierdurchschnitt: 20,60 |                    |            |            |            |            |            |            |            |